# Sandrine Paquier
Sandrine Paquier (Suiza, 28 de febrero de 1977) es una nadadora retirada especializada en pruebas de estilo libre. Ganó la medalla de bronce en 4x50 metros libres durante el Campeonato Europeo de Natación en Piscina Corta de 1996.

## Palmarés internacional
| Campeonato Europeo de Natación en Piscina Corta | Campeonato Europeo de Natación en Piscina Corta | Campeonato Europeo de Natación en Piscina Corta | Campeonato Europeo de Natación en Piscina Corta |
| Año                                             | Lugar                                           | Medalla                                         | Prueba                                          |
| ----------------------------------------------- | ----------------------------------------------- | ----------------------------------------------- | ----------------------------------------------- |
| 1996                                            | Rostock (Alemania)                              | Medalla de bronce                               | 4 × 50 m libre                                  |